# 닉 블러드
닉 블러드(Nick Blood, 1982년 3월 20일 ~ )는 잉글랜드의 배우이다.

## 출연 작품
- 에이전트 오브 쉴.드. 시즌3 (2015)
- X 모르 (2014)
- 에이전트 오브 쉴.드. 시즌2  (2014)
- 바빌론 (2014)
- 블레츨리 서클 (2012)
- 트롤리드 시즌1 (2011)